# INTA-255
Primer cohete sonda español desarrollado por el INTA, con ayuda de la compañía inglesa Bristol Aerojet, entre 1966 y 1969.
El INTA-255 era capaz de elevar una carga de 26 kg a 150 km de altura y podía alcanzar una velocidad máxima de Mach 6,4. Su propósito era el estudio de la ionosfera.
Se lanzaron tres INTA-255, todos desde la base del Centro de Experimentación de El Arenosillo, y los tres fueron lanzados con éxito. El primero, una maqueta en realidad para probar los cohetes aceleradores, se lanzó el 19 de julio de 1969; el segundo, un prototipo, el 20 de diciembre de 1969; y el tercero y último, el segundo prototipo, el 22 de diciembre de 1970. El INTA-255 sirvió como base para desarrollar el más ambicioso INTA-300.

## Diseño
El INTA-255 empleaba 4 pequeños cohetes Chick como aceleradores, que rodeaban a un cohete Goose II. En el momento del lanzamiento, realizado a lo largo de un raíl de 8 metros de altura, se encendían todos los cohetes al mismo tiempo. La combustión de los Chick duraba tan sólo 0,2 s, mientras que el Goose tardaba 17 segundos en agotar su combustible sólido.

## Lanzamientos
| Sitio de lanzamiento | Fecha      | Referencia   | Propósito del lanzamiento | Resultado |
| -------------------- | ---------- | ------------ | ------------------------- | --------- |
| El Arenosillo        | 19/07/1969 | INTA MI-6901 | Prueba del lanzador       | Éxito     |
| El Arenosillo        | 20/12/1969 | INTA I-6901  |                           | Éxito     |
| El Arenosillo        | 12/12/1970 | INTA I-7001  |                           | Éxito     |